# Remmert Wielinga
Remmert Wielinga (né le 27 avril 1978 à Eindhoven) est un coureur cycliste néerlandais, professionnel entre 2001 et 2007 et six mois au cours de l'année 2011.

## Biographie
Double champion des Pays-Bas du contre-la-montre dans la catégorie espoirs, Remmert Wielinga commence sa carrière professionnelle en 2001 dans l'équipe italienne De Nardi-Pasta Montegrappa. Deux ans plus tard, il rejoint l'équipe néerlandaise Rabobank, avec laquelle il remporte deux victoires au mois de février 2003 : le Trofeo Calvia et une étape du Tour d'Andalousie. Il signe également une onzième place au Critérium du Dauphiné libéré. Après deux saisons sans succès, il est engagé en 2006 par Quick Step-Innergetic. Il y gagne le GP Chiasso. En 2007, il court pour la formation espagnole Saunier Duval-Prodir. Il y obtient peu de bons résultats et ne se voit pas proposer de contrat pour 2008.
Il met alors fin à sa carrière de coureur et part à Moscou avec sa femme, de nationalité russe. En 2009, il crée à Monaco la société Cycling Promotions, qui propose des conseils en entraînements. Il reprend le cyclisme en amateur et participe au championnat des Pays-Bas du contre-la-montre,.
Il rejoint l'équipe Itera-Katusha en 2011. Il quitte l'équipe russe le 30 juin 2011.

## Palmarès

### Palmarès amateur
- 1999
  -  Champion des Pays-Bas du contre-la-montre espoirs
- 2000
  -  Champion des Pays-Bas du contre-la-montre espoirs
  - 2e du championnat des Pays-Bas sur route espoirs
  - 3e du Grand Prix Guillaume Tell

### Palmarès professionnel
- 2002
  - 3e du Giro d'Oro
  - 3e du Giro del Medio Brenta
- 2003
  - Trofeo Calvia
  - 4e étape du Tour d'Andalousie
- 2006
  - GP Chiasso

## Résultats sur les grands tours

### Tour de France
1 participation 
- 2003 : abandon (16e étape)

### Tour d'Italie
1 participation 
- 2006 : abandon (5e étape)